# Balkeröd
Balkeröd is een plaats in de gemeente Tjörn in het landschap Bohuslän en de provincie Västra Götalands län in Zweden. De plaats heeft 53 inwoners (2005) en een oppervlakte van 6 hectare. De plaats ligt op een schiereiland in het zuidoosten van het eiland Tjörn. Balkeröd wordt omringd door een mix van landbouwgrond, bos en rotsen en ligt op een paar honderd meter van het Kattegat.